# Köln 75
Köln 75 är en tysk musik- och dramafilm som hade premiär den 16 februari 2025 på Filmfestivalen i Berlin. Filmen har svensk premiär den 5 september samma år. Den är regisserad av Ido Fluk, som även skrivit filmens manus, och baserad på verkliga händelser.

## Handling
Filmen handlar om 18-åriga Vera Brandes, som med passion och självsäkerhet satsar allt för att nå sin dröm. Mot sina konservativa föräldrars vilja bokar hon Kölns operahus för att locka världspianisten Keith Jarrett till ett konsertframträdande i januari 1975.

## Rollista (i urval)
- Mala Emde - Vera Brandes
  - Susanne Wolff - Vera Brandes som 50-åring
- John Magaro - Keith Jarrett
- Michael Chernus - Michael "Mick" Watts
- Alexander Scheer - Manfred Eicher
- Ulrich Tukur - Dr. Brandes
- Jördis Triebel - Ilse Brandes